# Treinta y Tres
Treinta y Tres er en by i den østlige del af Uruguay med et indbyggertal (pr. 2004) på 25.711. Byen er hovedstad i Treinta y Tres-departementet og blev grundlagt i 1853.  
Treinta y Tres er det spanske navn for tallet 33 og er opkaldt efter de 33 uruguayanske nationalhelte, der i det 19. århundrede befriede landet fra brasiliansk herredømme.
33°14′S 54°23′V / 33.233°S 54.383°V